# Wolfson History Prize
Pour les articles homonymes, voir Prix Wolfson.
Les Wolfson History Prizes sont des prix littéraires décernés chaque année au Royaume-Uni pour promouvoir et encourager les critères d'excellence dans la rédaction de l'histoire pour le grand public. Des prix sont décernés chaque année pour deux ou trois ouvrages exceptionnels publiés au cours de l'année, avec un prix d'œuvre occasionnel (prix général récompensant la contribution exceptionnelle d'une personne à l'écriture de l'histoire). Ils sont décernés et administrés par la Fondation Wolfson, les livres gagnants étant choisis par un jury composé d'éminents historiens.
Pour être pris en considération, un livre doit être publié au Royaume-Uni et l'auteur doit être un sujet britannique au moment de l'attribution du prix et résider normalement au Royaume-Uni. Les livres doivent être lisibles, érudits et accessibles au lecteur profane. Les prix sont décernés pendant l'été suivant l'année de publication des livres; toutefois, jusqu'en 1987, les prix étaient décernés à la fin de l'année du concours.
Créés en 1972 par la Fondation Wolfson, une fondation caritative britannique, ils étaient à l'origine connus sous le nom de Wolfson Literary Awards,

## Liste des livres primés (année du prix)
(Jusqu'en 1987, les prix ont été décernés à la fin de l'année de concours. Toutefois, les prix ont été décernés dans l'été suivant l'année de la de livres de la publication. En conséquence, il n'y a pas de prix annoncé pour 1988.)

### Années 2020
2023
Halik Kochanski, Resistance: The Underground War in Europe 1939-1945
2022
Clare Jackson, Devil-Land: England Under Siege, 1588–1688
2021
Sudhir Hazareesingh, Black Spartacus: The Epic Life of Toussaint Louverture
2020
David Abulafia, The Boundless Sea: A Human History of the Oceans

### Années 2010
2019
Mary Fulbrook, Reckonings: Legacies of Nazi Persecution and the Quest for Justice
2018
Peter Marshall, Heretics and Believers: A History of the English Reformation
2017
Christopher de Hamel, Meetings with Remarkable Manuscripts: Twelve Journeys into the Medieval World
2016
Robin Lane Fox, Augustine: Conversions and Confessions (Basic Books)
Nikolaus Wachsmann, KL: A History of the Nazi Concentration Camps (Little, Brown)
2015
Richard Vinen, National Service: Conscription in Britain, 1945-1963 (Allen Lane, Penguin Books)
Alexander Watson, Ring of Steel: Germany and Austria-Hungary at War, 1914-1918 (Allen Lane, Penguin Books)
2014
Cyprian Broodbank, The Making of the Middle Sea (Thames & Hudson) ,
Catherine Merridale, Red Fortress: The Secret Heart of Russia's History (Allen Lane, Penguin Books),,
2013
Christopher Duggan, Fascist Voices: An Intimate History of Mussolini’s Italy  (Boydell Press) 
Susan Brigden, Thomas Wyatt: The Heart’s Forest (Faber & Faber)
2012
Susie Harries, Nikolaus Pevsner: The Life (Chatto & Windus)
Alexandra Walsham, The Reformation of the Landscape (Oxford University Press)
2011
Ruth Harris, The Man on Devil's Island: The Affair that Divided France (Allen Lane, Penguin Books)
Nicholas Thomas, Islanders: The Pacific in the Age of Empire (Yale University Press)
2010
Dominic Lieven, Russia Against Napoleon: The Battle for Europe, 1807–1814 (Allen Lane: Penguin Press)
Jonathan Sumption, Divided Houses: The Hundred Years War (Vol. 3) (Faber & Faber)

### Années 2000
2009
Mary Beard, Pompeii: The Life of a Roman Town (Profile Books)
Margaret M. McGowan (en), Dance in the Renaissance: European Fashion, French Obsession (Yale University Press)
2008
John Darwin, After Tamerlane: The Global Story of Empire (Allen Lane)
Rosemary Hill, God’s Architect: Pugin & the Building of Romantic Britain (Allen Lane)
2007
Adam Tooze, The Wages of Destruction: The Making and Breaking of the Nazi Economy (Allen Lane: Penguin Press)
Christopher Clark, Iron Kingdom: The Rise and Downfall of Prussia, 1600–1947 (Allen Lane: Penguin Press)
Vic Gatrell, City of Laughter:  Sex and Satire in Eighteenth-Century London  (Atlantic Books)
2006
Evelyn Welch, Shopping in the Renaissance (Yale University Press)
Chris Wickham, Framing the Early Middle Ages:  Europe and the Mediterranean, 400-800 (Oxford University Press)
2005
David Reynolds (en), In Command of History:  Churchill Fighting and Writing the Second World War  (Allen Lane: Penguin Press)
Richard Overy, The Dictators: Hitler's Germany; Stalin's Russia (Allen Lane: Penguin Press)
2004
Diarmaid MacCulloch, Reformation: Europe's House Divided 1490-1700 (Allen Lane: Penguin Press)
Frances Harris, Transformations of Love:  The Friendship of John Evelyn and Margaret Godolphin (Oxford University Press)
Julian T. Jackson, The Fall of France:  The Nazi Invasion of 1940 (Oxford University Press)
2003
Robert Gildea, Marianne in Chains: In Search of the German Occupation (Macmillan)
William Dalrymple, White Mughals: Love and Betrayal in Eighteenth-century India (HarperCollins)
2002
Barry Cunliffe, Facing the Ocean:  The Atlantic and Its Peoples (Oxford University Press)
Jerry White, London in the 20th Century:  A City and Its Peoples (Viking)
2001
Ian Kershaw, Hitler, 1936–1945:  Nemesis (Allen Lane)
Mark Mazower, The Balkans (Weidenfeld & Nicholson)
Roy Porter (en), Enlightenment:  Britain and the Creation of the Modern World  (Allen Lane)
2000
Andrew Roberts, Salisbury:  Victorian Titan (Weidenfeld & Nicholson)
Joanna Bourke, An Intimate History of Killing (Granta Books)

### Années 1990
1999
Antony Beevor, Stalingrad (Viking)
Amanda Vickery, The Gentleman's Daughter: Women's Lives in Georgian England (Yale University Press)
1998
John Brewer, Pleasures of the Imagination:  English Culture in the Eighteenth Century  (HarperCollins)
Patricia Hollis Jennie Lee:  A Life (Oxford University Press)
1997
Orlando Figes, A People's Tragedy:  A History of the Russian Revolution (Jonathan Cape)
1996
Colin Matthew, Gladstone 1875–1898 (Oxford University Press)
1995
Fiona MacCarthy (en), William Morris:  A Life for Our Time (Faber & Faber)
John C. G. Röhl The Kaiser and His Court:  Wilhelm II and the Government of Germany (Cambridge University Press)
1994
Barbara Harvey, Living and Dying in England, 1100–1540:  The Monastic Experience (Oxford University Press)
Robert Bartlett, The Making of Europe:  Conquest, Colonization and Cultural Change, 950–1350 (Viking)
1993
Robert Skidelsky, John Maynard Keynes:  The Economist as Saviour, 1920–1937 (Pan Macmillan)
Linda Colley (en), Britons:  Forging the Nation 1707-1837 (Yale University Press)
1992
Alan Bullock, Hitler and Stalin:  Parallel Lives (Harper Collins)
John Bossy, Giordano Bruno and the Embassy Affair (Yale University Press)
1991
Colin Platt, The Architecture of Medieval Britain:  A Social History (Yale University Press)
1990
Donald Cameron Watt, How War Came:  The Immediate Origins of the Second World War, 1938–1939 (William Heinemann)
Richard A. Fletcher, The Quest for El Cid  (Huchinson)

### Années 1980
1989
Paul Kennedy, The Rise and Fall of the Great Powers:  Economic Change and Military Conflict from 1500 To 2000 (Unwin Hyman)
Richard Evans, Death in Hamburg:  Society and Politics in the Cholera Years, 1830–1910 (Oxford University Press)
1987
R. R. Davies, Conquest, Coexistence, and Change:  Wales, 1063–1415 (Oxford University Press)
John Pemble, The Mediterranean Passion:  Victorians And Edwardians in the South (Oxford University Press)
1986
J.H. Elliott, The Count-Duke Of Olivares:  The Statesman In An Age Of Decline  (Yale University Press)
Jonathan Israel, European Jewry in the Age of Mercantilism, 1550–1750 (Oxford University Press)
1985
John Grigg, Lloyd George, From Peace To War 1912–1916 (Methuen)
Richard Davenport-Hines (en), Dudley Docker: The Life and Times of a Trade Warrior (Cambridge University Press)
1984
Antonia Fraser, The Weaker Vessel (Weidenfeld & Nicholson)
Maurice Keen, Chivalry (Yale University Press)
1983
Martin Gilbert, Winston S. Churchill: Finest Hour, 1939–1941 (Heinemann)
Kenneth Rose, George V (Weidenfeld & Nicholson)
1982
John McManners, Death and the Enlightenment: Changing Attitudes to Death Among Christians and Unbelievers in Eighteenth-Century France (Oxford University Press)
1981
John Wyon Burrow, A Liberal Descent:  Victorian Historians and the English Past (Cambridge University Press)
1980
F. S. L. Lyons, Culture and Anarchy in Ireland, 1890–1939 (Oxford University Press)
Robert Evans, The Making of the Habsburg Monarchy, 1550–1700:  An Interpretation (Oxford University Press)

### Années 1970
1979
Richard Cobb, Death in Paris:  The Records of the Basse-Geôle de la Seine, October 1795 – September 1801, Vendémiaire Year IV-Fructidor Year IX (Oxford University Press)
Mary Soames, Clementine Churchill:  The Biography of a Marriage (Cassell)
Quentin Skinner, The Foundations of Modern Political Thought (Cambridge University Press)
1978
Alistair Horne, A Savage War of Peace : Algeria, 1954–1962 (Macmillan)
1977
Denis Mack Smith, Mussolini's Roman Empire (Longman & Co)
Simon Schama, Patriots and Liberators: Revolution in the Netherlands 1780–1813 (Collins)
1976
Nikolaus Pevsner, A History of Building Types (Thames & Hudson)
Norman Stone,  The Eastern Front: 1914–17 (Hodder & Stoughton)
1975
Frances Donaldson, Edward VIII (Weidenfeld & Nicholson)
Olwen Hufton, The Poor of Eighteenth-century France 1750–1789 (Oxford University Press)
1974
Moses Finley, The Ancient Economy (Chatto & Windus)
Theodore Zeldin, France, 1848–1945:  Ambition, Love and Politics (Oxford University Press)
1973
Frances Yates, The Rosicrucian Enlightenment (Routledge & Keegan Paul)
W. L. Warren, Henry II (Eyre & Spottiswoode)
1972
Michael Howard, The Grand Strategy: August 1942 – September 1943 (Her Majesty's Stationery Office)
Keith Thomas, Religion and the Decline of Magic (Weidenfeld & Nicholson)

## Liste des lauréats du Prix Œuvre
- 2005 – Christopher Bayly
- 2002 – Roy Jenkins
- 2000 – Asa Briggs
- 1997 – Eric Hobsbawm
- 1982 – Steven Runciman
- 1981 – Owen Chadwick
- 1978 – Howard Colvin